# Segunda División de fútbol sala 2013-14
La temporada 2013-14 de Segunda División de fútbol sala fue la 25.ª edición de la Segunda División de la Liga Nacional de Fútbol Sala de España. Comenzó el 21 de septiembre de 2013 y el play-off finalizó el 1 de junio de 2014. Se disputó en formato de liga, con una fase regular, que enfrentaba todos contra todos a los 13 equipos participantes. Obtuvo el título de campeón Levante UD DM. El restante ascenso fue para el ganador de la eliminatoria disputada por los clasificados de la 2.ª a la 5.ª posición. El último clasificado descendió a Segunda División B. 

## Equipos participantes[1]
| Club                       | Ciudad                  | Comunidad Autónoma   | Pabellón                             |
| -------------------------- | ----------------------- | -------------------- | ------------------------------------ |
| Elche CF Sala              | Elche                   | Comunidad Valenciana | Esperanza Lag                        |
| Hércules San Vicente       | San Vicente del Raspeig | Comunidad Valenciana | Municipal de San Vicente del Raspeig |
| Levante UD DM              | Valencia                | Comunidad Valenciana | El Cabanyal                          |
| L'Hospitalet Bellsport     | Hospitalet de Llobregat | Cataluña             | Sergio Manzano                       |
| FC Barcelona Alusport "B"  | Barcelona               | Cataluña             | Ciutat Esportiva Joan Gamper         |
| Plásticos Romero Cartagena | Cartagena               | Murcia               | Wssell de Guimbarda                  |
| El Pozo Ciudad de Murcia   | Murcia                  | Murcia               | Palacio de Deportes de Murcia        |
| UMA Antequera              | Antequera               | Andalucía            | Fernando Argüelles                   |
| O Parrulo Ferrol           | Ferrol                  | Galicia              | A Malata                             |
| Segovia Futsal             | Segovia                 | Castilla y León      | Pedro Delgado                        |
| CD Brihuega FS             | Brihuega                | Castilla-La Mancha   | Virgen de la Peña                    |
| Uruguay Tenerife           | Santa Cruz de Tenerife  | Canarias             | Quico Cabrera                        |
| Melilla FS                 | Melilla                 | Melilla              | Javier Imbroda Ortiz                 |

## Liga Regular

### Clasificación
|  |     | Equipos de fútbol          | Pts | PJ | G  | E | P  | GF  | GC  | Dif  |
|  | --- | -------------------------- | --- | -- | -- | - | -- | --- | --- | ---- |
|  | 1.  | Levante UD DM              | 55  | 24 | 18 | 1 | 5  | 97  | 61  | +36  |
|  | 2.  | Uruguay Tenerife           | 49  | 24 | 15 | 4 | 5  | 121 | 79  | +42  |
|  | 3.  | Elche CF                   | 48  | 24 | 14 | 6 | 4  | 104 | 69  | +35  |
|  | 4.  | FC Barcelona Alusport "B"  | 43  | 24 | 12 | 7 | 5  | 94  | 69  | +25  |
|  | 5.  | Plásticos Romero Cartagena | 39  | 24 | 12 | 3 | 9  | 100 | 89  | +11  |
|  | 6.  | ElPozo Ciudad de Murcia    | 35  | 24 | 10 | 5 | 9  | 86  | 83  | +3   |
|  | 7.  | Brihuega FS                | 35  | 24 | 11 | 2 | 11 | 91  | 79  | +12  |
|  | 8.  | Melilla FS                 | 33  | 24 | 9  | 6 | 9  | 73  | 72  | +1   |
|  | 9.  | Hospitalet Bell Sport      | 30  | 24 | 8  | 6 | 10 | 80  | 83  | -3   |
|  | 10. | Segovia Futsal             | 28  | 24 | 8  | 4 | 12 | 82  | 95  | -13  |
|  | 11. | UMA Antequera              | 26  | 24 | 8  | 2 | 14 | 65  | 86  | -21  |
|  | 12. | Hércules San Vicente       | 20  | 24 | 5  | 5 | 14 | 68  | 83  | -15  |
|  | 13. | O Parrulo Ferrol           | 1   | 24 | 0  | 1 | 23 | 45  | 158 | -113 |